# Hadovky
Hadovky (původním názvem Větrov, německy Radowka) jsou osada, součást obce Vodice v okrese Tábor v Jihočeském kraji. Nachází se těsně u hranice Jihočeského kraje a kraje Vysočina, asi 7 km jihozápadně od Pacova a asi 23 km severovýchodně od centra Tábora.
První písemná zmínka o osadě pochází z roku 1770. Na území osady se nacházel ovčín.
V Hadovkách je registrováno sedm čísel popisných: 28, 29, 31, 33, 35, 39 a 42. Až na domy čp. 29 a 35 jsou všechny domy v osadě dosažitelné zpevněnou silnicí, která vede z Vodice do Hadovek. Nezpevněná cesta spojuje Hadovky s osadou Valcha (součást Cetorazi). Západně od Hadovek se nachází Pachlovský rybník, jižně protéká řeka Trnava.